# يمني طولان
يمنى طولان (1 يناير 1984 -) هي ممثلة ومذيعة مصرية. قدمت عده برامج تلفزيونية ناجحة ومن أشهر البرامج التي قدمتها برنامج اتغير مع يمني والذي حاز على جائزه أفضل برنامج طبي لعام 2017  والذي يذاع على قناة دريم الفضائية وهي زوجهة رجل الأعمال أحمد مسعود 

## البرامج
- اسال طبيبك
- اتغير مي يمني [8][9]

## وصلات خارجية
1. ↑  محمود، ياسمين (7 مارس 2024). "يمنى طولان تخوض تجربة التمثيل للمرة الأولى في مسلسل حق عرب.. رمضان 2024". الوطن. اطلع عليه بتاريخ 2024-05-25.
2. ↑  "تكريم الإعلامية / يمنى طولان عن أفضل برنامج طبي بحفل توزيع جوائز الأفضل وشوشة 2017 - YouTube". www.youtube.com. مؤرشف من الأصل في 2020-11-17. اطلع عليه بتاريخ 2020-11-16.
3. ↑  "حوار│يمنى طولان: في هذه الحالة أخلع عباءة البرامج الطبية". وشوشة. مؤرشف من الأصل في 2020-11-16. اطلع عليه بتاريخ 2020-11-16.
4. ↑  "صورة.. سيلفى يمنى طولان من جزيرة القرود في تايلاند". عين. 27 أبريل 2018. مؤرشف من الأصل في 2020-11-17. اطلع عليه بتاريخ 2020-11-16.
5. ↑  "بالصور.. رئيس الاتحاد الدولى لرجال الاعمال بالخارج يحتفل بعيد ميلاد نجلته بحضور عدد من نجوم المجتمع". صدى البلد. 19 أكتوبر 2014. مؤرشف من الأصل في 2020-11-16. اطلع عليه بتاريخ 2020-11-16.
6. ↑  "أميرة نور تقدم "همس الحيارى" على "اللورد" | خبر". www.filfan.com. 27 أكتوبر 2009. مؤرشف من الأصل في 2020-11-16. اطلع عليه بتاريخ 2020-11-16.
7. ↑  "يمنى طولان: جائزة أفضل مذيعة بمهرجان الفضائيات غيرتني". البوابة نيوز. مؤرشف من الأصل في 2020-11-17. اطلع عليه بتاريخ 2020-11-16.
8. ↑  صوان، أحمد حسين (15 سبتمبر 2018). "تكريم 8 إعلاميين في الدورة التاسعة من "الفضائيات العربية"". الوطن. مؤرشف من الأصل في 2020-11-17. اطلع عليه بتاريخ 2020-11-16.
9. ↑  "بالصور.. متميزو الفن والإعلام يحصدون جوائز مهرجان الفضائيات العربية.. "ON E" أفضل قناة صاعدة.. وجائزة النقاد لـ"اللمبى" وأحمد رزق وياسر جلال .. و"الإبداع" لنيللى كريم.. و"اليوم السابع" أفضل موقع إخبارى". اليوم السابع. 2 أكتوبر 2017. مؤرشف من الأصل في 2020-11-16. اطلع عليه بتاريخ 2020-11-16.